# Saskia Laroo
Saskia Laroo (Amsterdam, 31 juli 1959) is een Nederlands jazzmusicus ook wel genoemd de 'Lady Miles Davis'. Haar muziekstijl kan beschreven worden als een combinatie van jazz, pop, electronic dance music, latin en wereldmuziek. Haar stijl van trompetspel wordt wel vergeleken met die van Miles Davis.

## Biografie

### Het begin
Laroo werd geboren in de Jordaan te Amsterdam, als oudste van vier dochters. Toen ze 6 was, verhuisde het gezin naar het nabijgelegen dorp Den Ilp. Een jaar later begon ze met lessen AMV en sopraanblokfluit, later ook altblokfluit op de Muziekschool Purmerend. In Den Ilp begon ze op achtjarige leeftijd cornet te spelen bij fanfareorkest De Eendracht. Laroo ging in 1971 op elfjarige leeftijd naar de middelbare school op het Zaanlands Lyceum te Zaandam. Ze switchte van blokfluit naar cello en nam drie jaar les van cellist Olof Groesz, die cellist in het Metropole Orkest werd. Toen Saskia vijftien werd raakte ze geïnteresseerd in gitaar en leerde zichzelf een jaar klassiek en folk muziek. Een jaar later was haar eerste introductie tot jazzmuziek door een nieuw opgerichte bigband op haar middelbare school, waar ze onderdeel werd van de trompetsectie. Deze bigband stond onder leiding van pianist Jan Molenaar, eigenaar van Molenaar Muziekuitgeverij. Ze kreeg haar eerste lessen in jazz improvisatie bij deze bigband en hoorde voor het eerst bebop trompet solos van Peter Kuyt, toen 17 en ook lid van de blazerssectie in de bigband. Op haar 18e verhuisde ze terug naar Amsterdam om wiskunde te gaan studeren aan de Universiteit van Amsterdam, maar ze kwam al snel in het muziekleven terecht, en schakelde over van cornet naar trompet. Een jaar later verruilde ze de wiskundestudie voor een studie aan de Muziekpedagogische Academie Alkmaar waar ze twee jaar aan studeerde met hoofdvak klassiek trompet bij trompettist Jan Schut en bijvakken klassiek piano en contrabas. Zij vervolgde haar muziekstudie met focus op geïmproviseerde muziek aan het Conservatorium van Amsterdam, toen genaamd het Sweelinck Conservatorium. Ze volgde lessen geïmproviseerde muziek bij trompettist Boy Raaijmaker, die toen in het Willem Breuker Kollektief speelde, en bleef klassiek trompetles volgen, dit keer bij trompettist Dick Jonker, toen lid van het Amsterdam Philharmonisch orkest, kreeg lessen in jazzpiano en klassiek contrabas bij bassist Hans Krul. In 1982 nam ze een pauzejaar maar vervolgde haar muziekstudie een jaar later aan de Muziekpedagogische Academie Hilversum, tegenwoordig onderdeel van het Amsterdams Conservatorium. Daar studeerde ze jazz trompet bij trompettist Ack van Rooijen en vervolgde met lessen jazz piano onder meer bij Cees Smal en klassiek contrabas bij Peter Jansen. Twee jaar later, op haar 25ste studeerde, ze af aan dit conservatorium in 'trompet lichte muziek'.
Latere jaren
In 1982 maakte ze haar eerste opnames die op lp werden uitgebracht met de band Fra Fra Sound en de reggaeband PI Man & Memre Buku. In 1985 speelde ze een solo op het nummer Don't you leave me Baby voor het album van Billy Preston: You can't keep a good man down.
In 1994 richtte ze haar eigen platenlabel op, Laroo Records.
Haar eerste cd-album "It's Like Jazz"(1994), co-produceerde ze met Rob Gaasterland, en kwam uit in meer dan vijftien landen, waaronder in Japan, en bracht haar internationale carrière op gang.
Ze toerde met haar eigen formaties waaronder de Saskia Laroo Band, Jazzkia en Duo Laroo/Byrd naar landen zoals Amerika, Canada, Zuid-Afrika in 1996 en 2007, Brazilië, China in 2004 en 2007 en ze deed tien tournees in India. 
Ze trad op internationale festivals op, zoals het Montreux Jazz Festival in 2006 en wederom in 2007 na het winnen van de Montreux Jazz Award.
Ze kreeg in 2010 een Indiase vredesprijs, de Karmaveer Puraskaar van de iCongo- organisatie in New Delhi, India.
In 2013 nam ze een dvd op in Zimbabwe met haar achtdelige Saskia Laroo Band op het Harare International Festival of the Arts [8]. Deze dvd werd uitgebracht op 28 maart 2014 en een beperkte editie op cd op 15 oktober, beide in Paradiso, Amsterdam. In 2019 viert ze 40 jaar live optreden op het podium, 25 jaar haar platenlabel Laroo Records en 25 jaar de Saskia Laroo Band. Een nieuwe albumrelease Trumpets Around The World is gepland in Nederland voor 1 november 2019 in het Concertgebouw, Amsterdam en in de VS 29 november 2019 in The Buttonwood Tree, Middletown, Connecticut.

## Bands
Laroo's eerste optredens begonnen rond 1978 met pop, fusion en dixieland bands. Ze begon meteen met het zelf organiseren van optredens met eigen formaties. Daarnaast maakte deel uit van de dames dixieland band Alice in Dixieland, speelde rond 1981 in de Surinaamse band Fra Fra Sound en maakte deel uit van het free jazz workshop orkest De Boventoon, ze begon te spelen met saxofoniste Candy Dulfer in de blazerssectie van de Amerikaanse blues vocaliste and saxofoniste Rosa King, met de Nederlandse saxofonist Hans Dulfer, met Edsel Juliet's group Saljuco, ze deed een Nederlandse tournee met Dutch Connection, een avant-garde project met de Amerikaanse dirigent/componist/trompettist conductor/trumpeter/composer Butch Morris, en met Heleen Schuttevaer's dames jazzpop band Five Times A Lady.
Later in haar loopbaan trad ze op met jazznamen zoals Teddy Edwards en Ernie Andrews. Momenteel treedt ze op met Warren Byrds group The Byrdspeak Ensemble, David Chevans groep The Afrosemitic Experience. Ze deed dance-cross-overs met 100% Isis, Ken Ishii, DJ Dimitri, Ronald Molendijk en trad recent op met de Hongaarse dj en producer Dansor, en met de Israëlische dj en bassist Oded Nir.

## Eigen bands
1982 - 1986: Salsa Caliente 
1986 - 1990: Caribbean Express 
1990 - 1994: Caribbean Colours 
1993 - heden: Salsabop 
1993 - heden: Saskia's Solo Act 
1994 - heden: de Saskia Laroo Band, in het begin 'the Laroo Colour' genoemd
1996 - heden: Jazzkia
2009 - heden: Duo Laroo/Byrd

## Optredens
2019: Burundi (Dutch Kings Day), the Netherlands, Thailand (Krabi naga Fest), the US
2018: the Netherlands, the US, Vietnam (Dutch Kings Day, 45 year relations Holland-Vietnam)
2017: Serbia (Dutch Kings Day), South Korea, the Netherlands, the US
2016: Belgium, China Tour, Croatia Tour, France, India Tour, Indonesia tour, the Netherlands, the US.
2015: Bangla Desh, Italy, India, Lithuenia (Klaipeda Jazz Festival), Poland, the Netherlands (Aalsmeer Jazz Weekend, Amersfoort & Apeldoorn Jazzfestivals), Russia, the US (a.o. Cape Cod, MA; Carlyle, PA)
2014: Germany, the Netherlands, Poland (Jelenia Gora Jazzfest), the US (a.o. Atlanta, GA; Winston Salem, NC; Sacramento, GA)
2013: DR Congo (Jazzkif Fest), Thailand (a.o. Bangkok Festivals), the Netherlands (a.o. festivals Amersfoort, Zandvoort), the US, Zimbabwe (a.o. HIFA)
2012: Mexico & Guatemala (a.o. Eurojazz), Oman (Sohar Music Festival), US (a.o. Distinctively Dutch Tour), the Netherlands (a.o. Festivals Breda, Leeuwarden, Oisterwijk )
2011: Belgium (a.o. Gouvy Jazz), Brazil (Rio das Ostras Jazz e Blues Fest), Canada (Sunfest), Croatia, Finland (Imatra Big Band Fest), India, the Netherlands, the US.
2010: Belgium, Bulgaria (Balcik Fest), Chile (8 concerts a.o. Bicentenario, International jazzfest Puerto Montt), Georgia, Germany (Women in Jazz Festival, Halle), Hong Kong (Music Beyond Borders), India, Italy, Moldavia, the Netherlands (jazzfests Amersfoort, Apeldoorn, Heiloo etc), Poland, Russia, Serbia (Nisville Jazzfest), Thailand (Koh Samui JF, Jazzup Bangkok), the US.
2009: ao Bahrain jazzfest, France (Hotel de Ville, Paris), India (jazz Utsav Fest), Kuwait jazzfest, Netherlands (jazzfestivals Almere; Amersfoort; Breda; Hoofddorp), Oman (Sohar Music Fest), Quatar jazzfest, the US (ao Hartford, CT; Chicago, MI; New York; Nedfest, Nederland, Colorado; Boston; Detroit).
2008: Brazil (ao Sampa Jazz Festival /Sao Paulo, Olinda Jazz Fest), Germany (Women in Jazz Festival, Halle), India (Chivas Jazz Fest 4 cities), Moldavia (Ethno Jazzfest), Netherlands, Poland (Era Jazzu),Russia, Singapore (Mosaic Festival), Senegal, Taiwan (Taichung Jazzfest, Holland Days Tainan), Ukraine, the US (Nedfest).
2007: Austria (Steyr Jazzfest), Brazil, China, Croatia (festivals Osijek , Histria), India(2 tours: Chennai, Delhi, Goa, Pune), Italy (Lucca Donna Jazz Fest), Netherlands, Poland(Bielska Zadymka Jazzowa), Ukraine, Russia, South Africa (Capetown Jazzfest),  Swiss (Montreux Jazzfestival), Taiwan, Thailand (Bangkok Festivals), the US (Rochester Jazzfest / Parkville Bluesfest/Montreux-Atlanta Jazzfestival)
2006: Belgium, Croatia (Jazzfestivals Zadar & Losinj), France, Italy (Women Jazz series), Germany, Nepal (Garden of Dreams Jazz Affair), the Netherlands, Poland, Russia, Slovenia (Festival Lent), Swiss (Montreux Jazzfestival), Ukraine (Koktebel Jazzfestival), the US.
2005: Austria, Croatia (Split Jazz Festival), Czech Republic (Prague Jazz Festival), France, Indonesia (Java Jazz Festival), Japan, Lebanon (Grand Hills Jazz Festival), the Netherlands, Nicaragua (Tolerancia Festival), Poland (Ladies Festival), Russia, Surinam (Surinam Jazz Festival), the US.
2004: China, Croatia, Czech Republic (Prague Jazz Festival), France, India (Jazz Yatra Festival), Indonesia (Bali Jazz Festival), Kuwait Jazz Festival, Lithuania (Gaida Contemporary Music Festival), the Netherlands, Poland.
2003: Croatia (several international festivals), the Netherlands, Poland (several international festivals), Russia.
2002: Baltic States (Mama Jazz Festival), Croatia, Curacao (Curacao Jazz Festival), France, Germany, the Netherlands, the US.
2001: Germany (Burghause Jazzwoche), the Netherlands, Switzerland, the US (Atlanta & Savannah Jazz Festivals).
2000: Belgium, Colombia, Dutch Antilles tour (5 islands), Germany, Japan (Sunset Jazz Festival), the Netherlands (North Sea Jazz Festival), Spain, the US.
1999: Austria, Belgium, Bulgaria (Sofia Jazz Festival), France, Germany, Italy, Luxembourg, the Netherlands (North Sea Jazz Festival), Spain, Switzerland, Russia, the US.
1998: France, the Netherlands (North Sea Jazz Festival), Switzerland
1997: Bulgaria (Sofia Jazz Festival), Lebanon (Hamra Jazz Festival), Lithuania, the Netherlands, Russia.
1996: Hungary, the Netherlands, Spain
1995: Czech Republic, the Netherlands (North Sea Jazz Festival), the Philippines, Poland, Slovakia, South Africa, South Korea.

## Discografie op Laroo Records
- Saskia Laroo - It's Like Jazz (1994; cd-album)
- Saskia Laroo - Bodymusic (1998; cd-album)
- Saskia Laroo - Jazzkia (1999; cd-album)
- Saskia Laroo meets Teddy Edwards feat. Ernie Andrews - Sunset Eyes 2000 (1999; cd-album)
- Saskia Laroo - Really Jazzy (2008; cd-album)
- Duo Saskia Laroo and Warren Byrd - Two of a Kind (2011; cd-album)
- Saskia Laroo Band - Live in Zimbabwe (2014; dvd)
- Saskia Laroo Band - Live in Zimbabwe (2014; cd-album)